# Dansk Salt
Dansk Salt A/S er en dansk producent af salt til brug for en lang række forskellige formål. Det er Skandinaviens eneste saltfabrik.
Virksomheden har hovedkvarter og produktion i Mariager, hvor den årligt udvinder 600.000 tons salt. Fra 2025 ventes virksomheden at udvinde 1 mio. tons salt årligt. 
Saltet udvindes fra en såkaldt salthorst, der stammer fra resterne af en indsø, beliggende sydvest for landsbyen Hvornum. Herfra transporteres saltet gennem en 26 kilometer lang rørledning til fabrikken.
Siden 2021 har Dansk Salt været ejet af nederlandske Nobian, før var de ejet af AkzoNobel. Dansk Salt er hovedsponsor for besøgsattraktionen Mariager Saltcenter.